# Flora (stanice metra)
Flora (zkratka FL) je stanice metra v Praze, na lince A, na úseku II.A. Nachází se pod stejnojmenným obchodním centrem Atrium Flora na rozhraní čtvrtí Žižkov a Vinohrady, nedaleko Olšanských hřbitovů. Otevřena byla v roce 1980.

## Charakteristika stanice

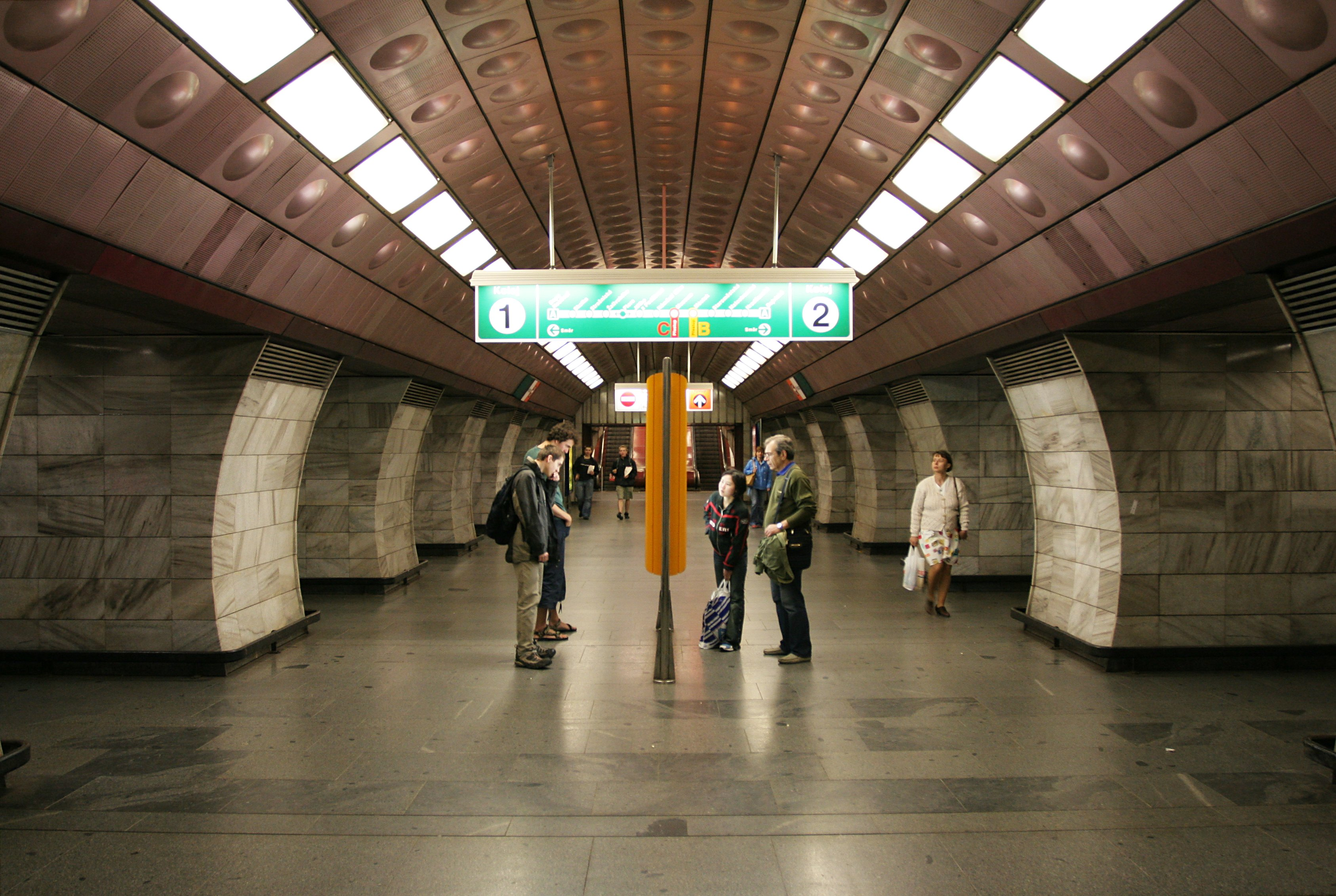
Hlavní loď

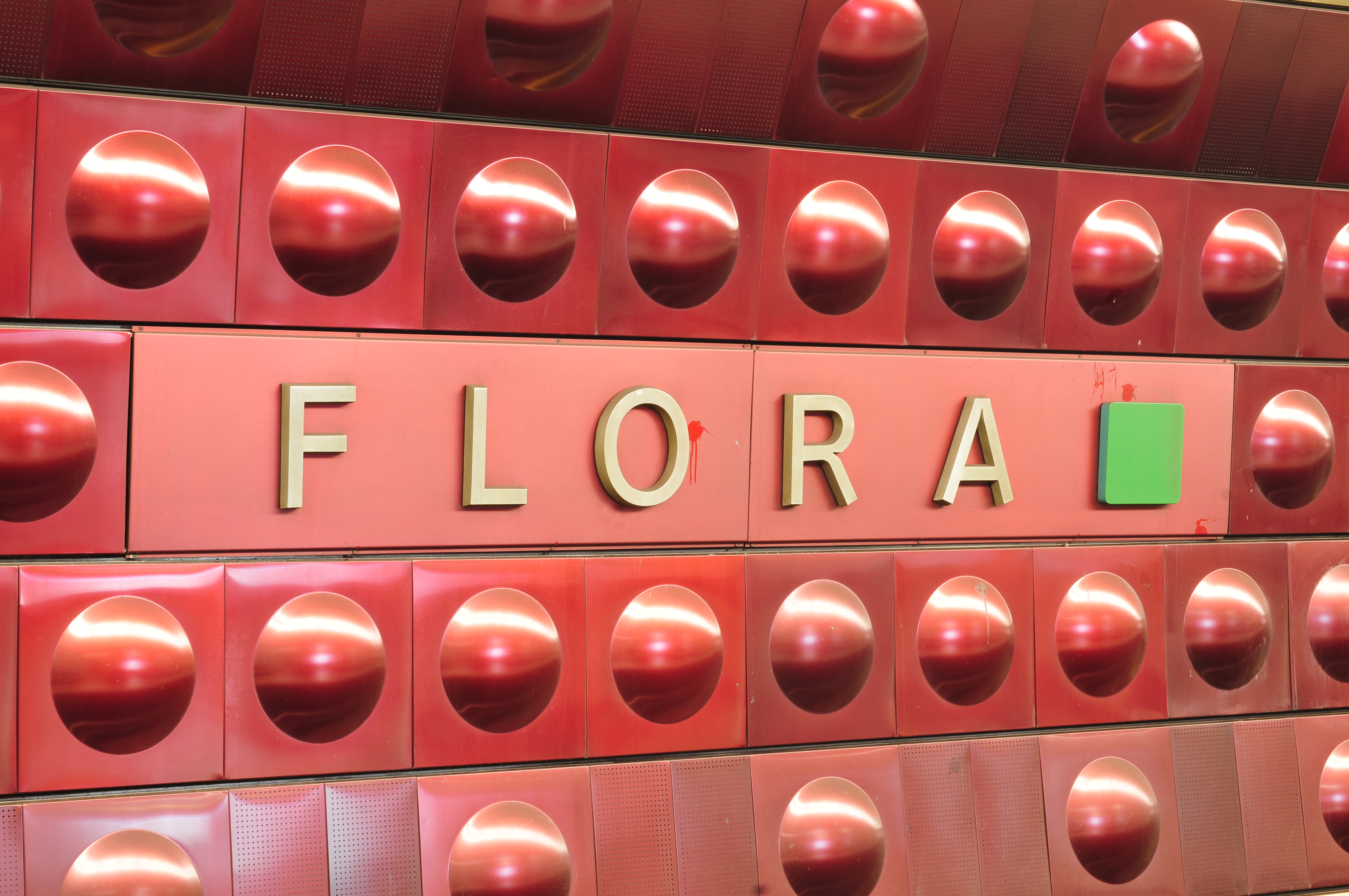
Barevné schéma stanice

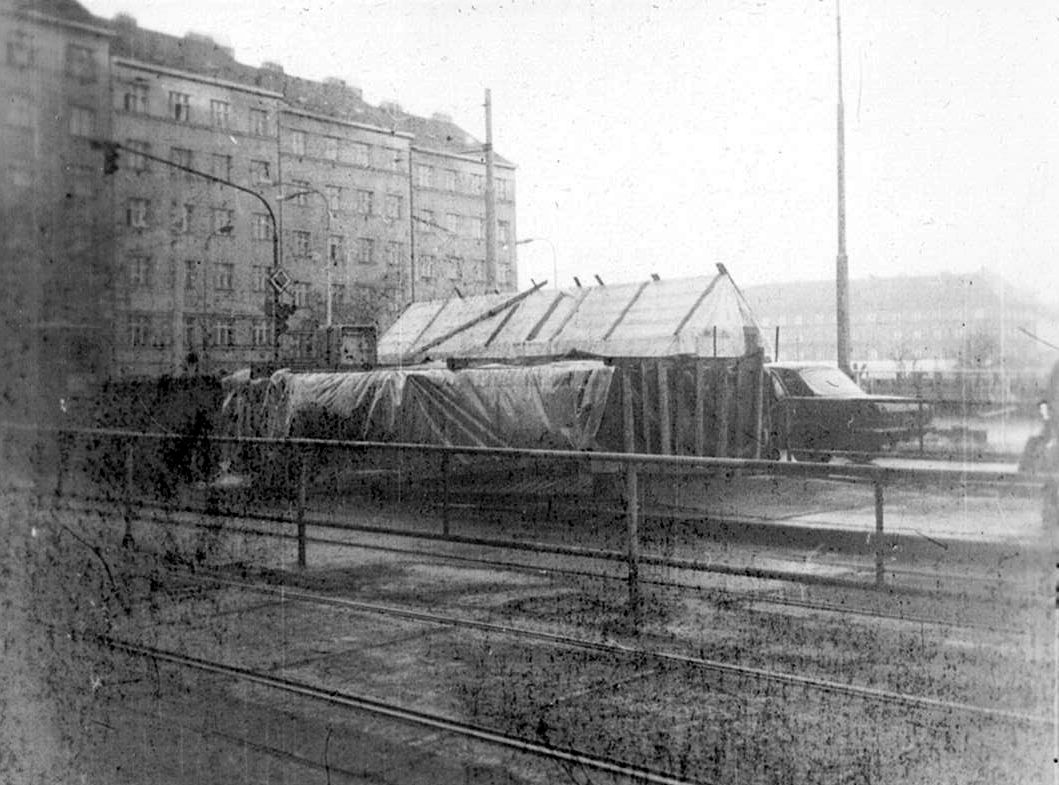
Výstavba stanice v roce 1980

Flora je trojlodní ražená stanice se středním tunelem zkráceným na 33 m, šesti páry prostupů na nástupiště a s montovaným litinovým ostěním. Dlouhá je 108 m a hloubka pouhých 25,4 m ji činí jednou z nejmělčích stanic na celé trase. Ze střední lodi vede jeden výstup eskalátorovým tunelem do podzemního vestibulu (4,75 pod povrchem). Na ulici vychází šest výstupů a od roku 2003 je též napojeno nákupní centrum Palác Flora přímým vstupem do podzemního patra. Stanice je obložena zlatavými a vínovými hliníkovými výlisky, dále pak okrasným šedivým kamenem. Výstavba stanice na konci 70. let minulého století stála tehdejších 254 miliónů Kčs.

## Minulost
V eskalátorovém tunelu do podzemního vestibulu bylo osvětlení původně řešeno stejným způsobem, jaký je dodnes (březen 2009) ve stanici Želivského, tj. systémem závěsných svítidel v kombinaci s bílými odrazovými deskami. Osvětlení bylo přestavěno při rekonstrukci stanice před otevřením Paláce Flora v roce 2002.
Stanice má dnes pouze jeden vestibul, v plánech byl však ještě jeden, který se měl nacházet pod stanicí tramvají Olšanské hřbitovy.

## Budoucnost
Na přelomu let 2020 a 2021 se plánuje modernizace stanice. Odhadovaná částka je 50 milionu korun.